# SMS Wien
La SMS Wien è stata una nave da battaglia classe Monarch della k.u.k. Kriegsmarine, la marina militare dell'Impero Austroungarico.
Al MAS 9 comandato dal T.V. Luigi Rizzo fu affidato l'incarico di attaccare la corazzata Wien, ardua impresa che portò a termine. Si addentrò nella rada del porto di Trieste,  forzò la formazione nemica ed affondò l’imponente corazzata guardiacoste austriaca Wien. Fu un’azione ardita e grandiosa in quanto la Wien era la prestigiosa ammiraglia della flotta austriaca, quel gesto pertanto contribuì fortemente a ridare a tutta l’Italia, agli italiani ed al suo esercito fiducia e vigore dopo la recente disfatta di Caporetto.

## Costruzione e servizio
Impostata nel 1893 e varata nel 1895, venne classificata come "nave da battaglia da difesa costiera". Nel 1897 partecipò alle manovre a Spithead per i 60 anni di regno della regina Vittoria. Partecipò alla prima guerra mondiale dai porti dell'Adriatico, bombardando le installazioni costiere di Golis il 9 settembre 1914 e nei giorni seguenti le batterie installate sulla costa del Montenegro. Alla fine del mese di agosto 1915 appoggiò gli sbarchi austriaci a Traste, nella zona di Cattaro. Nell'agosto 1917 insieme alla sorella SMS Budapest venne assegnata a Trieste ed il 16 novembre successivo attaccò la batteria costiera di Cortellazzo: la Wien aprì il fuoco alle 10:35 da una distanza di circa 9 chilometri mettendo fuori uso la maggior parte dei pezzi di artiglieria italiani in mezz'ora. Dopo una prima incursione aerea difensiva senza efficacia, le navi austriache vennero attaccate da due MAS, i cui siluri non andarono a segno, e da cinque aerei verso le 13.30, ma poterono riprendere il tiro neutralizzando ulteriori batterie sulla costa che prima di essere messe fuori uso riuscirono a mettere a segno sette colpi sulla Wien senza tuttavia causare né particolari danni né perdite tra l'equipaggio.

## L'affondamento a Trieste
In seguito all'attacco alla batteria alla foce del Piave, i comandi italiani decisero di neutralizzare questa minaccia. Il compito fu affidato all'allora sottotenente di vascello Luigi Rizzo. La sera del 10 dicembre 1917 Rizzo partì al comando di un'unità MAS composta da due motoscafi, il MAS 9 e il MAS 13 per attaccare i due navigli austriaci ancorati nel Vallone di Muggia.
I due MAS, trainati da altrettante torpediniere da Venezia fino al mezzo del golfo di Trieste, partirono con i loro motori elettrici fino alla diga nord della baia. Rizzo verificò che l'incursione non fosse stata notata prima di dare l'ordine di tagliare le ostruzioni che impedivano l'accesso alla baia. Dopo due ore era stato tagliato anche l'ultimo dei cavi d'acciaio messi a diversi livelli sotto la superficie dell'acqua e i due MAS entrarono dal varco creato. Il MAS 9 puntò sulla SMS Wien, il MAS 13 sulla SMS Budapest. A 50 metri dalla sagoma della Wien Rizzo ordinò, senza essere stato notato dalle sentinelle austriache, il lancio dei siluri. Contemporaneamente furono lanciati anche i siluri sulla Budapest dal MAS 13 ma al contrario dei siluri del MAS 9 che centrarono in pieno la Wien quelli del MAS 13 mancarono il bersaglio ed esplosero sulla banchina.
La SMS Wien affondò in soli cinque minuti dopo il suo siluramento portando con sé 33 uomini d'equipaggio. Il comandante, il capitano di fregata Leopold Huber von Schebenhain si salvò. Rizzo invece fu insignito per l'azione con la Medaglia d'oro al valor militare.

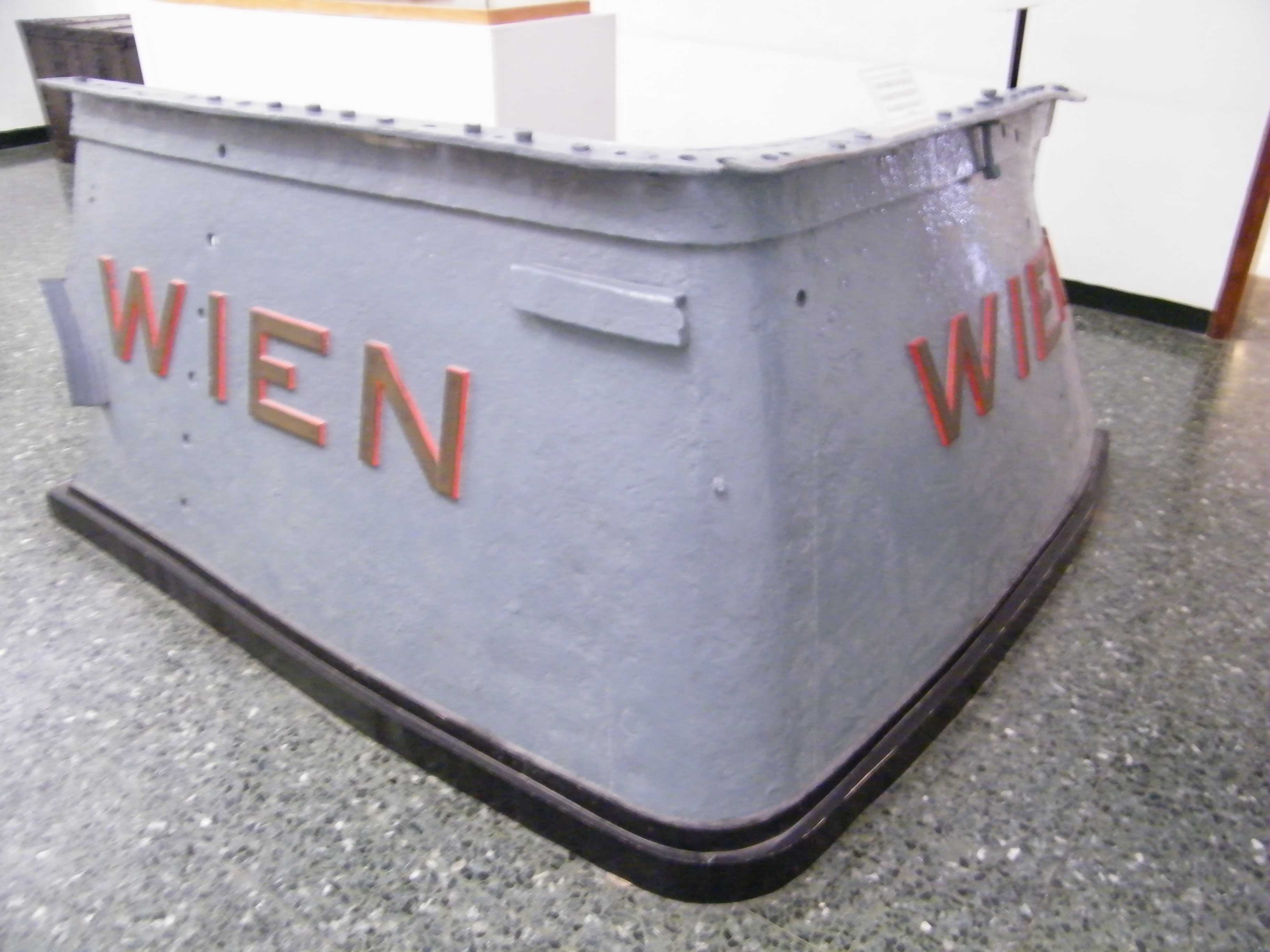
Frammento della poppa della Wien recuperato dopo la prima guerra mondiale ed ora esposto al Museo storico navale di Venezia

## Il recupero della prua
Nel 1925 vennero recuperati come pezzi di ricordo lo sperone di prua e il pezzo della poppa con il nome della corazzata; il primo venne regalato a D'Annunzio per il suo Vittoriale, mentre il secondo è oggi conservato al Museo storico navale di Venezia. Inoltre vennero recuperati altri pezzi come la fiancata colpita dai siluri ed alcuni frammenti murati poi nella diga foranea di Muggia che prese poi il nome di Rizzo. L'ancora venne regalata all'ammiraglio, all'epoca capitano di vascello, Carlo Pignatti Morano di Custoza.

## Il relitto
La demolizione del relitto proseguì fino agli anni '50 quando tra il 1953 e il 1955 fu utilizzato anche l'esplosivo per il recupero. Oggi la SMS Wien giace ancora là dove è stata affondata. I suoi resti sono stati ritrovati nel 2008 a meno di mezzo miglio di distanza dalla Ferriera di Servola e a circa 20 metri di profondità.